# Partai Demokratik Maubere

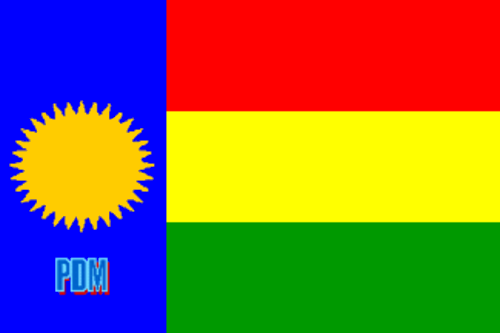
Flagge der Partei

Die Partai Demokratik Maubere PDM (portugiesisch  Maubere Democrata Partido; deutsch: etwa Demokratische Partei des Maubere-Volkes) war eine Partei in Osttimor. 

## Name
Das Wort „Maubere“ war ursprünglich eine Bezeichnung für das osttimoresische Volk der Mambai und wurde in den 1970ern von José Ramos-Horta als Bezeichnung der gesamten osttimoresischen Bevölkerung aufgegriffen.
Verschiedentlich ist zu lesen, dass die PDM eine der wenigen osttimoresischen Parteien ist, deren Name nicht Portugiesisch, sondern Tetum sei. Allerdings heißt „demokratische Partei“ auf Tetum partidu demokrátiku (vgl. PMD). Die Schreibweise des Namens scheint eher aus dem Indonesischen zu stammen.

## Geschichte
Die PDM scheint ihre Wurzeln bei der APODETI zu haben. Sie wurde am 19. Oktober 2000 in Dili von Studentenaktivisten gegründet und war Mitglied des Conselho Nacional de Resistência Timorense (CNRT), PDM-Mitglieder waren allerdings weder in dessen Ständigen Rat noch im sogenannten National Consultative Council (NCC) vertreten, der den Leiter der UN-Übergangsverwaltung beriet. Der Parteivorsitzende war Paulo Sarmento Pinto. Weitere führende Mitglieder waren Gregorio Sebastião Lobo und Armindo Sanches.

## Abschneiden bei Wahlen
Bei der Wahl zur Verfassungsgebenden Versammlung am 30. August 2001 stellte die PDM eine Landesliste mit 54 Kandidaten und vier Distriktkandidaten aus Lautém, Dili, Ainaro und Manufahi auf. Sie wurde mit 1788 Stimmen (entsprechend 0,49 %) schwächste Partei. Sie übersprang nicht einmal die faktische Sperrklausel und gewann daher auch keinen der 88 Sitze.
Bei der Parlamentswahl 2007 trat die PDM nicht mehr an.